# Авианосное соединение

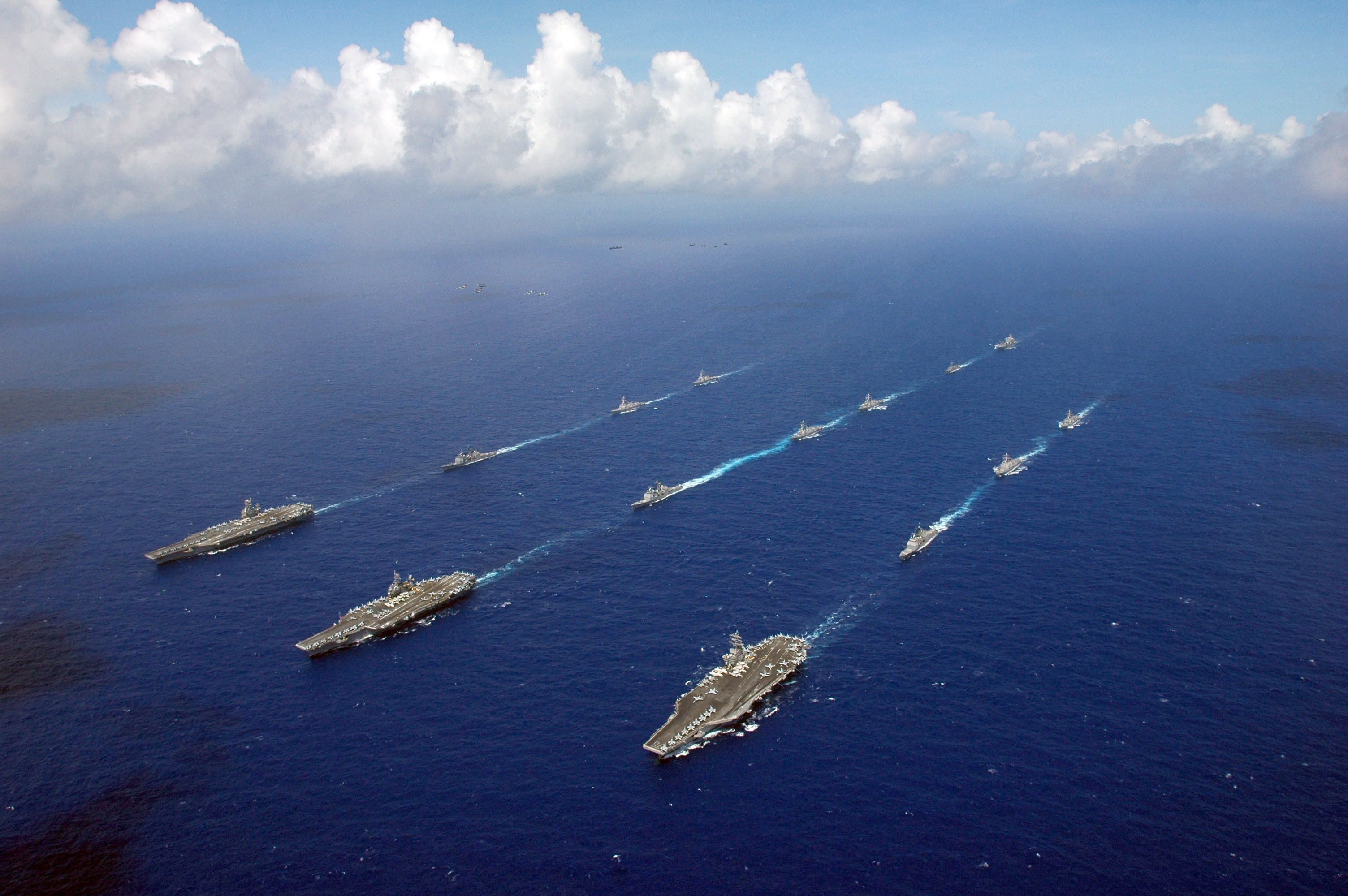
Авианосное ударное соединение ВМС США

Авианосное соединение — оперативное формирование (соединение) в составе двух и более авианосных групп (ударных (АУГ), многоцелевых (АМГ) или противолодочных (АПУГ)). 
В зависимости от выполняемых задач авианосные соединения могут быть ударными (АУС — авианосное ударное соединение) или многоцелевыми (АМГ — многоцелевая авианосная группа).
Назначением авианосных соединений является уничтожение сил флота и авиации противника, завоевание господства на море и в воздухе, нанесение ударов по наземным объектам противника, поддержка действий сухопутных войск, поддержка и обеспечение высадки десантов, а также охрана морских коммуникаций.
В состав авианосного соединения обычно входят 2 — 4 авианосца, 2 — 4 крейсера, до 30 эскадренных миноносцев, больших противолодочных кораблей и фрегатов и 2 — 4 атомные подводные лодки, а также соединения судов обеспечения. Основой боевой мощи авианосного соединения является палубная  авиация. Авианосное соединение может действовать в едином боевом порядке или отдельными группами и имеет возможность наносить удары на глубину до 1800 км, перемещаться в море со скоростью до 60 км/ч (32 узла) и решать боевые задачи без захода в базы (с пополнением боеприпасов и дозаправкой топливом в море) в течение 50—80 суток.
Оборона авианосного соединения строится в несколько эшелонов. Она может усиливаться авианосными противолодочными ударными группами, самолётами береговой авиации. Общая глубина противолодочной обороны авианосного соединения — 200 морских миль и более, противовоздушной обороны — до 300 морских миль.